# Франсуа Ла Мот Ле Ває
Франсуа Ла Мот Ле Ває (фр. François de La Mothe Le Vayer), псевдонім Оросій Туберо (нар. 1588, Париж — помер 1672, Париж) — французький мислитель і письменник.
Ла Мот Ле Ває — представник скептицизму у Франції; його філософія — щось середнє між філософіями Монтеня і Бейля. Ла Мот Ле Ває мав великі пізнання в історії, географії та літератури, якими користувався в стилі Монтеня; його діалектика відтворює Секста Емпірика, яким він захоплювався. У його пірронізмі немає ні гіркоти, ні сарказму; єдиним практичним висновком його філософії було прагнення досягти щастя шляхом індиферентизму.
Він став адвокатом у паризькому парламенті, зайнявши крісло батька, але незабаром подав у відставку. Його праці «фр. La Contrariété d'humeur entre la nation française et l'espagnole» (1636; «Конфлікт інтересів між французькою та іспанською націями») та «Considérations sur l’éloquence française» (1638; «Міркування щодо французького красномовства») принесли йому вступ до Французької академії у 1639 році. Він захоплювався могутнім кардиналом де Рішельє і був вихователем кількох знатних юнаків, у тому числі з 1652 по 1657 рік Людовика XIV, для яких він написав повну серію текстів. Король нагородив його, призначивши його історіографом Франції та радником держави.

## Ранні роки
Ле Ває народився у Парижі, був членом знатної родини Мен. Його батько був прихильником паризького парламенту та автором цікавого трактату про функції послів під назвою Legatus, seu De legatorum privilegiis, officio et munere libellus (1579), проілюстрованого в основному з античної історії.

## Кар'єра
Скромний, скептичний і зрідка непристойний у своїх латинських творах та у своїх віршах, він зробив себе персоною ґрата при французькому дворі, де лібертинізм в ідеях та моралі вітався із задоволенням. Окрім своїх навчальних праць, він написав «Jugement sur les anciens et principaux historiens grecs et latins» (1646); трактат під назвою «Du peu de certitude qu'il y a en histoire» (1668), який у певному сенсі позначає початок історичної критики у Франції; та скептичні діалоги, опубліковані посмертно під псевдонімом Орасій Туберо. Неповне видання його творів було опубліковане в Дрездені в 1756—1759 рр. Він сприяв популяризації скептицизму та Секста Емпіріка, зокрема, яких він назвав «божественними Секстами» (майже богохульство в католицькій Франції за часів Короля Сонця, що коштувало йому вищої державної посади).
Мольєр був його близьким другом, і, за чутками, більша частина іконоборчої сатири його п'єс була натхненна ерудованою та різкою (хоч і ретельно прихованою) критикою Ле Ває релігійного лицемірства — як це висловлено у другій версії його шедевра Тартуфа (1667) — який (за Робертом Макбрайдом) Франсуа захищав у в'їдливому та анонімному «Lettre sur la comédie de l'Imposteur» (1667) проти релігійної фракції при дворі Людовіка XIV. Мішель Фуко використав цю роботу як важливий матеріал у своєму знаменитому нарисі «Урядування».

## Цитати
«Хороша думка, звідки б не була взята, набагато краще, ніж власна безглузда, не в образу будь сказано тим, що знаходять все в собі самих, не вдаючись ні до кого».
«Значна частина нашої досконалості полягає в тому, щоб помічати наші недосконалості».